# XML Notepad
XML Notepad — редактор XML-документов, с открытым исходным кодом, написанный Крисом Ловеттом и опубликованный Microsoft.Редактор включает инкрементный поиск как в древовидном, так и в текстовом представлении, поддержку перетаскивания, IntelliSense, поиск и замену регулярными выражениями и выражениями XPath, а также поддержку XInclude.Редактор обладает хорошей производительностью при работе с большими XML-документами и обеспечивает проверку XML-схемы в интерактивном режиме. Редактор также имеет средство просмотра HTML для отображения результатов преобразования XSLT и встроенный инструмент сравнения XML.

## История
Оригинальный XML Notepad был написан в 1998 году Мюрреем Лоу на C++, но в конечном итоге был удален из Microsoft Developer Network (MSDN) из-за отсутствия поддержки современных стандартов XML и отсутствия обслуживания. Однако из-за высокого спроса замена была написана на C# Крисом Ловеттом с использованием System.Xml библиотеки .NET Framework 2.0.
XML Notepad 2007 был выпущен через восемь месяцев после выпуска XML Notepad 2006. В новой версии было исправлено несколько ошибок, улучшена совместимость с Windows Vista и обновлены иконки в стиле Aero.
Исходный код был опубликован на CodePlex 20 апреля 2007 года.
XML Notepad 2.6 выпущен в 2014 году, и содержал различные исправления ошибок, о которых сообщило сообщество codeplex. Он также был обновлен для использования .NET Framework 4.0.
Согласно веб сайту Codeplex, в апреле 2016 года исходный код перенесён на GitHub.